# 坂井洲二
坂井 洲二（さかい しゅうじ、1930年 - ）は、日本の民俗学者。ドイツ民俗学研究者で、関西医科大学名誉教授。
新潟県に生まれる。北海道大学を卒業後、京都大学大学院文学研究科に進み、修士課程を修了した。
1970年ごろにドイツへ留学し、民俗学の改革者として知られるヘルマン・バウジンガーの活動に間近に接して、その研究方法を日本へ紹介した。ドイツ民俗学の手法を実地に試みる研究を行っている。

## 著作

### 単著
- 『ドイツ民俗紀行』法政大学出版局、1982年
- 『年貢を納めていた人々 西洋近世農民の暮し』法政大学出版局、1986年
- 『ドイツ人の老後』法政大学出版局、1991年
- 『ドイツ人の家屋』法政大学出版局、1998年
- 『水車・風車・機関車 機械文明発生の歴史』法政大学出版局、2006年
- 『伊勢と仏とキリストと 日本の宗教を世界の目で見れば』法政大学出版局、2011年

### 翻訳
- クルト・バッシュビッツ『魔女と魔女裁判:集団妄想の歴史』（川端豊彦との共訳）法政大学出版局、1970年
- ベーバー『ドイツ商人幕末をゆく! 横浜・長崎・新潟』新潟日報事業社、1997年